# Matthias Nicolaus Braun
Matthias Nicolaus Braun, modernisiert auch Matthias Nikolaus Braun, (* 1684; † 3. Januar 1737 in Eisleben) war ein deutscher Jurist. Er war beider Rechte Doktor und Kanzleidirektor der Grafschaft Mansfeld in Eisleben sowie Rittergutsbesitzer in Obertopfstedt.

## Leben
Er war der Sohn des evangelischen Pfarrers Johann Sebastian Braun aus Henschleben und Vehra, der am 3. Juli 1712 verstorben war. Der Familienlegende nach hatte er adlige Vorfahren, die in Gispersleben bei Erfurt lebten und durch Verarmung in den Bauernstand abgesunken waren.
Sein Vater hatte von dem kursächsischen Oberhofmarschall Hans Moritz von Brühl auf Gangloffsömmern dessen Rittergut in Obertopfstedt, speziell den Unter- oder Wallhof, im Jahre 1698 gekauft, das Matthias Nicolaus Braun nun nach dem Tod des Vaters als dessen einziger Sohn erbte. Zum damaligen Zeitpunkt hielt er sich beruflich als promovierter Jurist meist in Jena auf. Seine Dissertation trägt den Titel Dissertatio juris publici inauguralis de Romani Imperatoris maiestate praecipue reali et personali. Er verteidigte diese erfolgreich an der Universität Jena im Jahre 1706 gemeinsam mit Wilhelm Hieronymus Brückner.
Weil Obertopfstedt zu entfernt von Jena lag, verkaufte Braun 1713 das Gut an den Kantor in Gangloffsömmern, Johann Georg Hahn. Es stellte sich jedoch schon bald heraus, dass sich Hahn mit dem Kauf finanziell übernommen hatte und die Kaufgelder nicht termingemäß aufbringen konnte. Hinzu kam, dass Hahn starb und die Schuldforderungen somit an dessen Erben fielen. Braun erreichte später auf dem Prozesswege seine Wiedereinsetzung in das Gut Obertopfstedt.
Matthias Nicolaus Braun hinterließ mehrere juristische Schriften.

## Familie
Verheiratet war Braun mit Catharina Magdalena Braun. Aus dieser Ehe gingen die drei Söhne Carl Adolph (* 27. September 1716 in Jena), Ferdinand August (* 24. Januar 1718 in Jena) und Johann Friedrich Braun (* 10. Januar 1722 in Jena) hervor. Ersterer wurde 1764 in den Reichsfreiherrenstand erhoben.